# Jean Dorst
Pour les articles homonymes, voir Dorst (homonymie).
 (mai 2016).
Si vous disposez d'ouvrages ou d'articles de référence ou si vous connaissez des sites web de qualité traitant du thème abordé ici, merci de compléter l'article en donnant les références utiles à sa vérifiabilité et en les liant à la section « Notes et références ».
Jean Dorst, né à Brunstatt (Haut-Rhin) le 7 août 1924 et mort à Paris 4e le 8 août 2001, est un ornithologue français.

## Carrière
Il étudie la biologie et la paléontologie à la faculté des sciences de l'université de Paris. En 1947, il rejoint le Muséum national d'histoire naturelle. Il succède à Jacques Berlioz (1891-1975) à la direction du département des mammifères et oiseaux en 1964, et il est élu directeur du Muséum en 1975. Il en démissionne en 1985 pour protester contre les réformes gouvernementales dépouillant les scientifiques de leurs pouvoirs décisionnels au profit de hauts fonctionnaires ministériels.
Il préside à Canberra le seizième Congrès ornithologique international (IOC) et la Société zoologique de France en 1964. Il est l'un des fondateurs et le second président du Fondation Charles Darwin des Galapagos, vice-président de la commission pour la protection des espèces menacées de l'Union internationale pour la conservation de la nature (UICN), membre du Conseil national de la protection de la nature, membre de l'Université Interdisciplinaire de Paris et de nombreuses sociétés scientifiques internationales. Il est élu membre de l'Académie des sciences en 1973 dans la section de zoologie,.

## Héritage
Jean Dorst a publié une dizaine de livres traduits dans le monde entier, notamment Les Oiseaux, Les Migrations des Oiseaux, Avant que nature meure, La Vie des Oiseaux, Les Oiseaux dans leur milieu, un Guide des grands mammifères d'Afrique, Les Animaux voyageurs, L'Univers de la vie. Son ouvrage Avant que nature meure (1965) eut une grande influence sur les scientifiques de diverses disciplines, au-delà du monde francophone, qui prirent de plus en plus la mesure des problèmes posés par la perturbation des grands équilibres planétaires. Dans les années qui suivirent sa parution, de nombreuses associations consacrées à l'étude et à la protection de la nature virent le jour, notamment en France. En revanche, Jean Dorst fut peu écouté et même raillé dans les milieux politiques, économiques et syndicaux, réticents à imaginer que la période des « Trente Glorieuses » pourrait ne pas se prolonger indéfiniment et laisser derrière elle des conséquences coûteuses pour les générations futures. Son fort engagement militant au sein de l'ONG des Amis de la Terre et de la LPO fait rejeter sa candidature en 1980 à l'Académie française, au profit de Marguerite Yourcenar. Cela ne l'empêche pas de participer au scénario du film documentaire qui lui est dédié, Le Peuple migrateur.
Il eut pour compagnons de route scientifiques et philosophiques Théodore Monod, Hannah Arendt, Jean Rostand, François Terrasson, Günther Anders, René Dumont, David Brower, Pierre Fournier, Claude Lévi-Strauss et Allain Bougrain-Dubourg. Il considérait le naturaliste et écrivain Pierre-Olivier Combelles comme son « disciple » et son « fils spirituel ».

## Publications (liste partielle)
- Les Migrations des oiseaux, 1956, Payot, « Petite bibliothèque », 1956, réédition 1962
- Les Animaux voyageurs, 1964
- Avant que nature meure, 1965 Traduit en 17 langues
- La Nature dé-naturée, Le Seuil, coll. « Points / Essais », 1970, 188 p. Version abrégée de Avant que nature meure
- Guide des mammifères d'Afrique : Des rats à trompe aux éléphants, illustré par Pierre Dandelot, Delachaux et Niestlé
- The Life of Birds, Weidenfeld & Nicolson, London
- La Vie des oiseaux, 2 tomes, 1971, Éditions Rencontre, Lausanne, 767 p.
- Les Oiseaux dans leur milieu, 1971, Éditions Rencontre, Lausanne, 383 p. (cet ouvrage et le précédent sont une traduction de The Life of Birds)
- Action des pollutions sur les équilibres biologiques et sur l'homme- Tome 1  (Tract des jeunes Naturalistes, mars 1974)  (www.jeunesnaturalistes.org).
- Action des pollutions sur les équilibres biologiques et sur l'homme- Tome 2  (Tract des jeunes Naturalistes, mars 1974)  (www.jeunesnaturalistes.org).
- L'Univers de la vie, Paris, Imprimerie nationale, 1975
- La Force du vivant, 1979, Flammarion (Paris), 265 p.  (ISBN 2-08-064215-4)
- Amazonnia, 1987
- Asia Sud-Oriental, 1987
- Les Oiseaux ne sont pas tombés du ciel, J. P. De Monza, 1995, Rééd. 2001
- La Faune en péril, avec Gaëtan du Chatenet, Delachaux et Niestlé, 1998
- Et si on parlait de la vie ? - Propos d'un naturaliste, avec  Sébastien Ripari, Maisonneuve et Larose, 1999
- Voyages - Trois siècles d'explorations naturalistes, avec  Tony Rice et Patrice Leraut, Delachaux et Niestlé, 1999
- Dictionnaire de biologie, avec  Jean-Louis Morère et Raymond Pujol, Frison Roche, 2002
- Le Peuple migrateur  avec Jean-François Mongibeaux et Jacques Perrin, Le Seuil, 2002